# Gazària

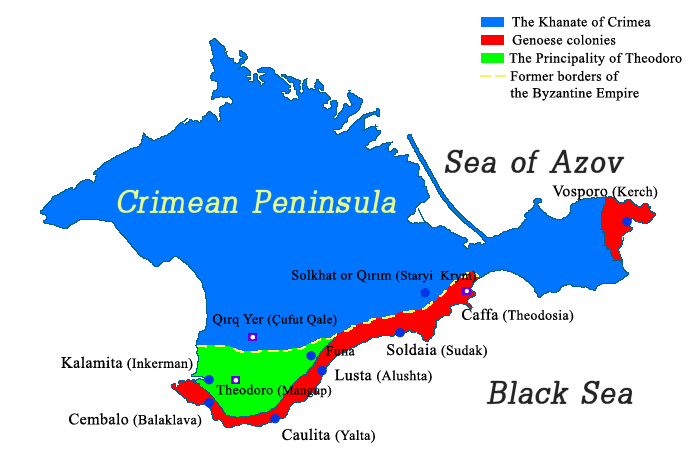
Colònies genoveses a Crimea

 Gazària  és la denominació que es donava a les colònies que la República de Gènova tenia a la península de Crimea i al voltant del mar Negre, des de mitjan segle xiii fins a finals del segle xv. La denominació prové dels khàzars, poble turànics que va dominar la zona abans que el Rus de Kíev. El nom s'hauria oficialitzat per un tractat entre Gènova i els mongols el 1380. A la  Flor de las Ystorias de Orient  esmenten com  Terra Gazaria  probablement tota la península de Crimea, ja que els genovesos no van perdre aquestes terres en temps dels mongols i les van mantenir fins que l'Imperi Otomà les va envair a la segona meitat del segle xv, amb la intenció de tenir continuïtat territorial amb el Kanat de Crimea.
| « | ... regno de Cumania, el entro en el regno de Rosia et prisolo et conquisto la tierra gazera et el regno de Vulgaria. Apres caualgo entro al regno de Ongria et aqui trobo algunos cumanianos et prisolos. Apres de aquest ... | » |

Mehmet II, el soldà de l'imperi Otomà volia dominar les costes del mar Negre, on només controlava Samsun a Anatòlia, i tres dies després de la conquesta de Constantinoble va prendre Galata a la República de Gènova. Les comunicacions genoveses amb Gazària es van interrompre, i quan el khanat de Crimea va demanar ajuda als otomans, l'estiu de 1454, la marina otomana va assetjar Kefe, el centre de Gazària, les colònies genoveses a Crimea, amb les forces del Khan de Crimea Hacı I Giray, i va obligar els genovesos a pagar un tribut a l'Imperi Otomà i al Khanat de Crimea i va continuar la seva campanya bloquejant el mateix estiu el port d'Akkerman, on Moldàvia s'obria al mar Negre i Pere III Aaron en guerra civil al seu país, es va sotmetre als otomans i el 1459 va ocupar Amstris als genovesos. El 1461 va ocupar Sinope i tot el principat dels Djandar-oghlu amb Kastamonu i el mateix any va culminar la conquesta de l'imperi de Trebisonda i tots els governs de les costes del Mar Negre van reconèixer la dominació otomana. Gedik Ahmad Paixà el 1475 va envair les ciutats genoveses posant Kefe i les altres ciutats comercials sota el seu control.